# Flor del Río, Las Margaritas
Flor del Río är en ort i Mexiko.   Den ligger i kommunen Las Margaritas och delstaten Chiapas, i den sydöstra delen av landet, 900 km öster om huvudstaden Mexico City. Flor del Río ligger 1 074 meter över havet och antalet invånare är 176.
Terrängen runt Flor del Río är kuperad, och sluttar österut. Runt Flor del Río är det ganska glesbefolkat, med 47 invånare per kvadratkilometer. Närmaste större samhälle är San Isidro, 3,6 km nordost om Flor del Río. I omgivningarna runt Flor del Río växer i huvudsak städsegrön lövskog.